# Adam Schmidt
Adam Theodor Adolf Schmidt (* 17. August 1908 in Weimar; † 30. November 1990 in Rostock) war ein deutscher Mathematiker und Hochschullehrer.

## Leben
Adam Schmidt, Sohn des Kunstmalers Eduard Schmidt (1874–1919) sowie der Kunstmalerin und Zeichenlehrerin Irmgard Schmidt geborene Busch (1875–1952), wandte sich nach abgelegtem Abitur am Realgymnasium Weimar den Studien der Mathematik sowie Physik an der Universität Jena zu, die er dort 1939 nach gesundheitsbedingten Unterbrechungen mit dem Erwerb des akademischen Grades eines Dr. rer. nat. abschloss.
Adam Schmidt begann in der Folge seine berufliche Laufbahn als wissenschaftlicher Mitarbeiter an der Luftfahrtforschungsanstalt Braunschweig-Völkenrode, 1945 wechselte er in gleicher Funktion zur Royal Air Force. Zwei Jahre später trat er eine Assistentenstelle unter anderem bei Wilhelm Maier am Mathematischen Institut der Universität Jena an, dort habilitierte er sich 1951 als Privatdozent für das Fach Mathematik.
1954 folgte Schmidt dem Ruf auf die Professur mit Lehrauftrag für Mathematik an die Universität Rostock, dort wurde er 1956 zum Professor mit vollem Lehrauftrag für Mathematik, 1961 zum Professor mit Lehrstuhl für Mathematik und schließlich 1969 zum ordentlichen Professor für Analysis ernannt, 1973 wurde er emeritiert. Zusätzlich übte er dort mehrfach die Ämter des Prodekans und Dekans an der Mathematisch-Naturwissenschaftlichen Fakultät aus. Von 1961 bis 1968 hatte er die Leitung des Mathematischen Instituts inne.
Adam Schmidt, der 1969 den Vorsitz der Bezirkssektion Nord der Mathematischen Gesellschaft der DDR übernahm, verstarb 1990 im Alter von 82 Jahren in Rostock.
Seine Lehr- und Forschungsschwerpunkte lagen in den Bereichen Theorie der Differentialgleichungen sowie Variationsrechnung.

## Schriften
- Konvergente und asymptotische Darstellungen für die Lösungen linearer Differentialgleichungen, deren Koeffizienten Dirichletsche Reihen oder Exponentialpolynome mit komplexen Exponenten sind, Dissertation, J. Springer, Berlin, 1940
- Existenz, Unität und Konstruktion der Lösung für das Anfangswertproblem bei gewissen Systemen quasilinearer partieller Differentialgleichungen, Habilitationsschrift, J. Springer, Berlin, 1952